# Antoine Guiramand
Antoine Guiramand, né en Provence et mort le 22 octobre 1514, est un prélat français, évêque de Digne à la fin du XVe siècle et au début du XVIe siècle. 

## Biographie
Antoine est le fils de Jean Guiramand, seigneur de la Gremuse, et de Catherine de Forbin, et est l'oncle de François Guiramand, évêque de Digne après lui.
Antoine Guiramand est chanoine de Barjols, lorsqu'il est nommé, le 14 septembre 1479, évêque de Digne.
Il est choisi par Charles III, comte de Provence, pour aller, avec François de Luxembourg et Jean de Jarente, chancelier, solliciter auprès du pape Sixte IV l'investiture du royaume de Naples.
Il fait construire l'église Saint-Jérôme en 1479. Quelques prieurés sont encore joints et annexés à la mense capitulaire, et notamment celui de Saint-Pierre de Aliera près de Thoard. En 1485, il obtient la prévôté de l'église de Barjols. En 1495, Antoine concède le prieuré de Saint-Vincent, au-dessus du bourg, aux pères de la Trinité et de la Rédemption des captifs.
Il choisit avec l'évêque de Grasse, Jean-André Grimaldi, l'abbé de l'abbaye Notre-Dame de Valsaintes en la personne de Seris Maurin, pour réformer les monastères de Provence en 1503. Commission leur fut donnée par le cardinal d'Amboise, légat en France, en exécution des bulles d'Alexandre VI du 16 des calendes de juin.
Antoine donne sa démission d'évêque en 1511 avant sa mort en 1514.